# Стражник польний коронний
Стражник польний коронний (пол. Strażnik polny koronny) — військовий уряд, член генерального штабу.
Уряд виник на межі XV—XVI століть на півдні України для командування сторожовими постами у прикордонних теренах зі Степом. Його виконував переважно один з командувачів оборони поточної. Пізніше стражник відповідав за безпеку на марші, керував передньою сторожею, виставляв охорону, чатових навколо табору. З часом стражник польний став найближчим помічником гетьманів, заступником гетьмана польного.
Уряд вважався четвертим за важливістю після урядів гетьманів великого і польного, стражника великого. Через необхідність забезпечення оборони від татар уряд не приваблював вихідців з родин магнатів і його виконували переважно вихідці середньої шляхти, отримуючи чималу платню. З XVIII століття уряд став чисто титулярним.

## Деякі відомі стражники польні коронні
- Станіслав Гинек[pl] (1506)
- Станіслав Лянцкоронський (1511–1520)
- Марцін Тшебенський[pl] (1526–1527)
- Микола Сенявський (1531–?)
- Олександр Сенявський (1543–?)
- Миколай Потоцький (1569–1572)
- Станіслав Гольський
- Ян Замойський (1600–1619)
- Александер Замойський[pl] (1644-1655)
- Анджей Моджевський (пол. Modrzewski, 1665–1667)
- Міхал Зброжек[pl] (1668–1691)
- Ян Собеський[pl] (1692–1707)
- Юзеф Межеєвський[pl] (1777–1792)
- Вінцентій Фелікс Чосновський[pl] (1792–?)